# 兹韦尼哥罗德
兹韦尼哥罗德（羅馬化：Zvenigorod）是俄罗斯莫斯科州奥金佐沃区的城市。曾是兹韦尼戈罗德公国的都邑。2002年人口12155人，2023年人口37154人。市徽为一口钟，来自其地名与俄语（“敲钟”）类似。

## 历史沿革
兹韦尼戈罗德历史悠久，考古发现该城在12世纪下半叶时便是一个防御性的定居点，可能是当时切尔尼戈夫公国东北边境的前哨。在文献中，该地最早出现是在1339年伊凡一世的遗嘱（духовная грамота）中，他将兹韦尼戈罗德封给其子伊凡二世。是为兹韦尼戈罗德公国之始。
伊凡二世在1353年成为莫斯科大公后，移居莫斯科，因此兹韦尼戈罗德公国被合并入莫斯科，直至1359年封予其子小伊凡，兹韦尼戈罗德公国重新出现，1364年，小伊凡因瘟疫去世，因为他无子嗣，公国重新并入莫斯科。1389年，德米特里·顿斯科伊遗嘱将兹韦尼戈罗德封予其子尤里·德米特里耶维奇，其后传数代，又因无嗣而断绝。
1462年，失明大公瓦西里二世将兹韦尼戈罗德封给其子大安德烈·瓦西里耶维奇，1492年，安德烈被其兄伊凡三世囚禁，兹韦尼戈罗德被封给了喀山的阿卜杜拉提夫，1497年，阿卜杜拉提夫成为喀山汗，1502年，他想要独立于莫斯科，因而被废黜流放。1505年，莫斯科大公伊凡三世去世，遗嘱将兹韦尼戈罗德等地封予其子尤里·伊万诺维奇。1536年，尤里·伊万诺维奇死后，兹韦尼戈罗德重新并入莫斯科。其后又数次被短暂封予从属于莫斯科的鞑靼王公。16世纪开始，由于莫斯科公国的扩张，兹韦尼戈罗德逐渐失去了其军事上和政治上的重要性。

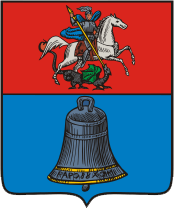
1781年兹韦尼哥罗德建县时的徽章

在大动乱时代和俄波战争期间，兹韦尼戈罗德曾被数次占领和烧毁。17世纪作为手工业城镇复兴了一段时间，其后逐渐衰退。1781年，叶卡捷琳娜二世颁布法令，成立兹韦尼哥罗德县，隶属于莫斯科省，兹韦尼戈罗德为该县首府。1812年俄法战争期间，曾短暂被法军占领。

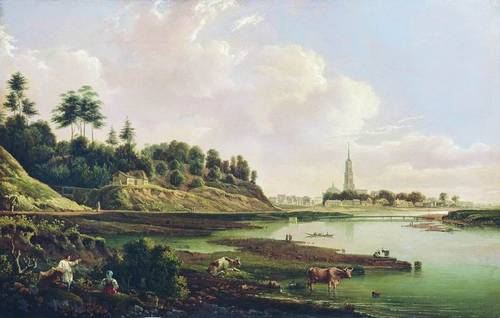
1850年的画作《兹韦尼戈罗德风景》（Вид Звенигорода）

19世纪末，兹韦尼哥罗德成为了莫斯科郊外著名的疗养地，许多文人名士纷纷在此购置别墅。
1929年，兹韦尼哥罗德县被废除，新成立兹韦尼哥罗德区，管辖范围较原兹韦尼哥罗德县有一定变化。
1957年12月，兹韦尼哥罗德区被撤销，并入昆采沃区，1960年，因为莫斯科的扩大，昆采沃及部分昆采沃区被并入莫斯科，成为了今昆采沃区，原昆采沃区则因此改名为兹韦尼哥罗德区，中心也迁移至兹韦尼哥罗德。1965年，兹韦尼哥罗德区被改名为奥金佐沃区，但兹韦尼哥罗德单列为城镇，并不在该区管辖范围内，直至2019年重新划分奥金佐沃区的管辖范围，兹韦尼哥罗德隶属之。

## 人口
兹韦尼哥罗德的人口变化情况如下：
| 年份 | 人口  |
| ---- | ----- |
| 1959 | 8842  |
| 1979 | 12303 |
| 1992 | 15500 |
| 2000 | 14000 |
| 2010 | 16395 |
| 2016 | 20802 |
| 2023 | 37154 |

## 经济

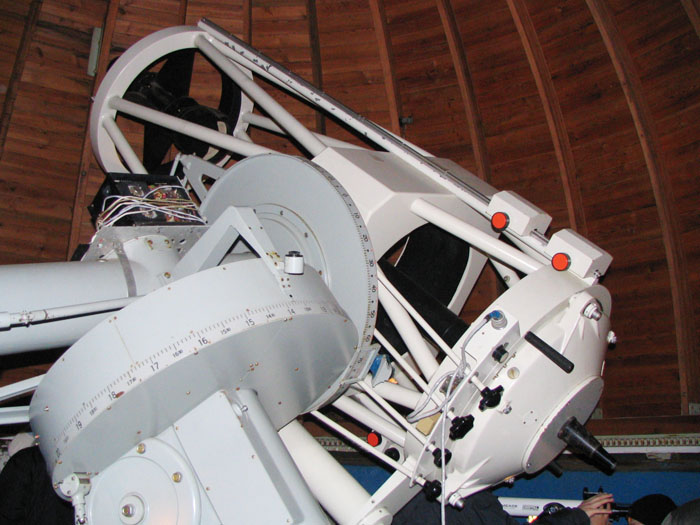
兹韦尼哥罗德天文台的蔡司-600反射镜（直径60厘米）

主要经济支柱为旅游业，包括温泉疗养等。设有天文台。

## 友好城市
- 白俄羅斯莫吉廖夫 2006年
- 義大利特罗佩亚 2013年
- 中华人民共和国 毕节市 2016年[6][7]